# Azor (filme)
Azor é um filme de drama argentino-franco-suíço de 2021 dirigido por Andreas Fontana, com roteiro de Fontana e Mariano Llinás. É estrelado por Fabrizio Rongione e Stephanie Cléau.
Teve sua estreia mundial no 71º Festival Internacional de Cinema de Berlim, na seção Encounters (Encontros).

## Elenco
- Fabrizio Rongione como Yvan
- Stephanie Cléau como Inés
- Elli Medeiros como Magdalena Padel Camon
- Alexandre Trocki como Frydmer
- Gilles Privat como Lombier
- Juan Pablo Geretto como Dekerman
- Carmen Iriondo como Viuda
- Yvain Juillard como Lombier
- Pablo Torre Nilson como Tatoski
- Juan Trench como Padel Camon

## Recepção
No Rotten Tomatoes, o filme detém um índice de aprovação de 100% com base em 7 avaliações, com uma nota média de 6,80/10.